# Habenaria rumphii
Habenaria rumphii är en orkidéart som först beskrevs av Adolphe-Théodore Brongniart, och fick sitt nu gällande namn av John Lindley. Habenaria rumphii ingår i släktet Habenaria och familjen orkidéer.

## Underarter
Arten delas in i följande underarter:
- H. r. meraukensis
- H. r. rumphii